# Казе Росе (Империја)
Казе Росе је насеље у Италији у округу Империја, региону Лигурија.
Према процени из 2011. у насељу је живело 100 становника. Насеље се налази на надморској висини од 745 м.